# Iag Bari
Albums de Fanfare Ciocărlia
Baro Biao
(1999) Gili Garabdi
(2005)
Iag Bari - The Gypsy Horns From The Mountains Beyond est le troisième album de la fanfare roumaine Ciocărlia. L'album a été enregistré en mai 2001 au Studio Electrocord à Bucharest, en Roumanie, et mixé aux UFO-Sound Studios à Berlin, en Allemagne. Les producteurs sont Henry Ernst et Helmut Neumann. L'album est sorti en 2001 par Piranha Musik.

## Liste des pistes
Les dix-huit pistes de cet album sont :
| No  | Titre                      | Durée |
| --- | -------------------------- | ----- |
| 1.  | Doina                      | 2:28  |
| 2.  | Wild Silence               | 0:37  |
| 3.  | Iag Bari                   | 4:34  |
| 4.  | Dusty Road                 | 2:24  |
| 5.  | Lume, Lume (Choir Version) | 2:54  |
| 6.  | Jocul Boldenilor           | 2:19  |
| 7.  | Hora din Petrosnitza       | 1:57  |
| 8.  | Banatzeana                 | 1:24  |
| 9.  | Tu Romnie                  | 3:35  |
| 10. | Moliendo Café              | 2:27  |
| 11. | Balada Lui loan            | 3:27  |
| 12. | Besh o Drom                | 5:56  |
| 13. | Hora Andalusia             | 3:40  |
| 14. | Hurichestra                | 3:29  |
| 15. | So Te Kerau?               | 3:51  |
| 16. | Hora Lautaresca            | 2:41  |
| 17. | Ginduri de om Batrin       | 4:14  |
| 18. | Bubamara                   | 1:55  |